# La Fontenelle

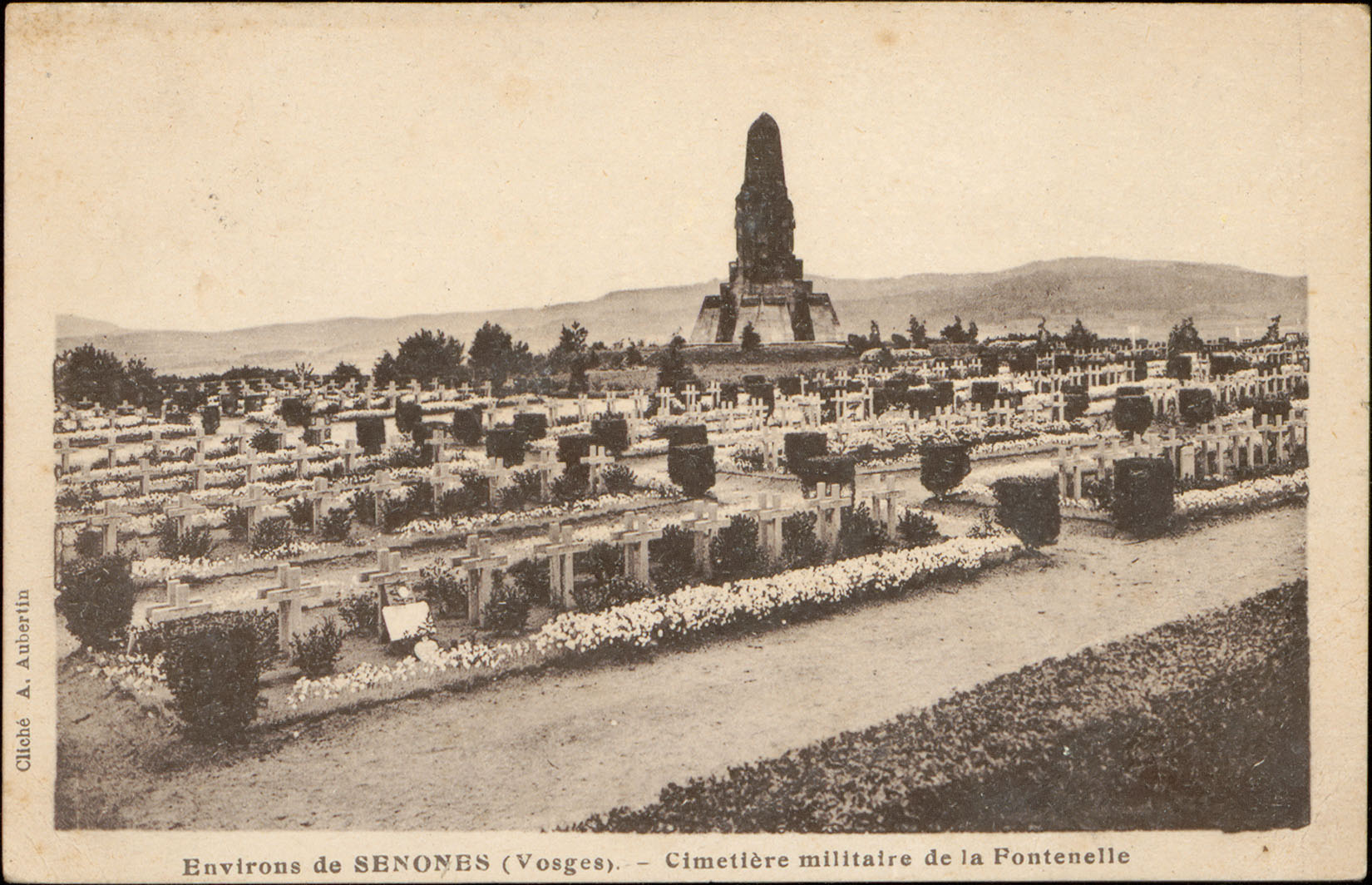
Historische Postkartenansicht

Der 627 Meter hohe Hügel La Fontenelle liegt exponiert in den Vogesen im Département Vosges, nahe der Stadt Senones in der Gemeinde Ban-de-Sapt. Auf der im Ersten Weltkrieg wegen der strategischen Bedeutung für die Vogesenfront heftig umkämpften Höhe 627 wurde 1921 der französische Soldatenfriedhof La Nécropole Nationale de la Fontenelle (kurz: La Fontenelle) eingerichtet.

## Geschichte
Nach der Schlacht in Lothringen im August 1914 und der Schlacht an der Marne (1914) erstarrte die Front in den Vogesen. Dabei hielten die französischen Truppen die strategisch wichtige Höhe 627 La Fontenelle, während sich die deutschen Truppen an der Ostflanke hinter starken Verschanzungen halten konnten und Vorstöße auf den Hügel unternahmen.
Bei schweren und verlustreichen Gefechten zwischen dem 22. Juni und 25. Juli 1915 eroberten die deutschen Truppen (30. Reserve-Division (Deutsches Kaiserreich)) zunächst die Höhe, wurden aber dann bei zwei französischen Gegenangriffen wieder zurückgeworfen. Den Frontalangriffen folgte ein Minenkrieg in den Schützengräben, begleitet von kleineren Vorstößen.
Auf dem 1921 bis 1923 entstandenen Friedhof wurde 1925 ein von Émile Bachelet entworfenes Denkmal eingeweiht. Die deutschen Soldaten liegen auf dem Soldatenfriedhof von Senones.

### UNESCO-Weltkulturerbe
Als Grab- und Gedenkstätte des Ersten Weltkriegs gehört der „Soldatenfriedhof von La Fontenelle“ seit 2023 zum UNESCO-Welterbe in Frankreich.